# Taleggio, Lombardiet
Taleggio är en ort och kommun i provinsen Bergamo i regionen Lombardiet i Italien. Kommunen hade 545 invånare (2018).
Orten har givet namn till osten Taleggio.